# 383067 Stoofke
383067 Stoofke è un asteroide della fascia principale. Scoperto nel 2005, presenta un'orbita caratterizzata da un semiasse maggiore pari a 2,4210053 UA e da un'eccentricità di 0,1796630, inclinata di 4,81653° rispetto all'eclittica.